# Félix Vallotton
Félix Vallotton (født 28. december 1865 i Lausanne, død 29. december 1925 i Neuilly-sur-Seine, Paris) var en schweizisk/fransk kunstmaler, der både udførte træsnit og litografier. Han kom 17 år gammel til Paris og opnåede snart fransk statsborgerskab.
Vallotton har især vundet berømmelse ved sine træsnit (f.eks. af Robert Schumann i Pan), hvor han arbejdede med store samlede flader, der kan give fremstillingen næsten karakteren af skyggebilleder.
I scener fra pariserlivet viste han sig som en udmærket iagttager; også hans plakater udmærker sig. Som maler debuterede Vallotton 1885 med et gruppebillede. Senere udstillede han interiører, landskaber og modelstudier, hvor nøgenheden fremstilledes på tværs af gængse skønhedsbegreber.
Valloton bidrog også til udstillinger med de yngste og vildeste malere; for eksempel i Musée du Luxembourg med Nøgen kvinde. Han illustrerede blandt andet Jules Renards bøger.
| - Selvportrætter af Félix Vallotton, efter år - 1885 - 1891 - 1895 - 1895 - Cinq peintres, 1902-03 (Fem malere, Vallotton stående til venstre) - 1905 - Stilleben med selvportræt, 1906 - 1908 - 1914 - 1923 |

| - Værker af Félix Vallotton, efter år - Den syge pige, 1892 - Badet, 1892 - Valsen, 1893 - Det røde værelse, 1898 - Alfred Athis, 1906 - Bolden, 1899 - Femme nue devant une salamandre, 1900 (Nøgen kvinde foran en salamander) - Nøgen kvinde, 1906 - Trois femmes et une petite fille jouant dans l’eau, 1907 (Tre kvinder og en lille pige leger i vandet) - Kidnapningen af Europa, 1908 - Solnedgang, 1910 - Den sorte og den hvide, 1913 (Jf. "Olympia" af Manet fra 1863) - Soldats sénégalais au camp de Mailly, 1917 Senegalesiske soldater i Mailly-lejren - Paysage composé sous-bois, Landskab med underskov, 1918 - Nøgen kvinde, (akt) 1921, Städelsches Kunstinstitut |

| - Træsnit af Félix Vallotton - Anarkisten, 1892 - Portræt af Robert Schumann, 1893 - La charge, 1893 (Slaget, angrebet) - Dovenskab, 1896 - Natten, 1897 - Den overbevisende grund, 1898 - Med familien, 1899 - La Tranchée, 1915 (grøften, skyttegraven − Fra serie "C'est la guerre I", 'Det er krigen') - Ekslibris for Frédéric Raisin, bibliofil fra Geneve. |